# Dineulophus clavicornis
Dineulophus clavicornis är en stekelart som beskrevs av De Santis 1985. Dineulophus clavicornis ingår i släktet Dineulophus och familjen finglanssteklar. Inga underarter finns listade i Catalogue of Life.